# Athabaské jazyky
Athabaské jazyky představují velkou skupinu indiánských jazyků Severní Ameriky, především na Aljašce, v západní Kanadě, na severozápadním pobřeží USA a v jižním vnitrozemí USA. Spolu s jazykem tlingit a zaniklým jazykem eyak tvoří jazykovou rodinu na-dené. Příslušníci kmenů mluvících těmito jazyky patrně přišli do Ameriky v poslední indiánské (tedy před Eskymáky) migrační vlně, přibližně před 8 000 lety, a od ostatních severoamerických indiánů se liší etnicky i jazykově.
Drtivá většina athabaských jazyků je silně ohrožena a jejich mluvčími je často jen několik desítek osob starší generace. Podle různého dělení jde přibližně o 30-50 jazyků, na Aljašce, v západní Kanadě, na severozápadním pobřeží USA a v jižním vnitrozemí USA. Ze zhruba 200 000 mluvčích připadá přibližně 175 000 na jazyk Navahů), jenž patří mezi několik málo jazyků této rodiny, u kterých v současnosti roste počet mluvčích. Mezi další obecně známá etnika mluvící athabaskými jazyky patří například Apačové.

## Dělení
- severní (Aljaška a Kanada)
  - jihoaljašské
  - středoaljašské (např. kučinština)
  - severozápadokanadské (např. čipevajanština)
  - tsetsautské
  - středokolumbijské
  - sarsijské
  - kwalhioqua-clatskanijské
- pacifické (severozápadní pobřeží USA)
  - kalifornské (např. hupština)
  - oregonské (např. tolovština)
- jižní (apačské) (jižní vnitrozemí USA)
  - jazyky prérijních Apačů
  - jazyky západních Apačů (např. navažština)
  - jazyky východních Apačů